# Соли (област)
Соли је назив за средњовековну област на подручју данашње североисточне Босне и Херцеговине. Област је била центрирана око данашњег града Тузле. У почетку је чинила словенску жупу. У 9-10. веку, област је била у саставу Србије, а потом улази у састав Самуиловог царства, Византије, Угарске, Бановине Босне, Драгутинове Сремске земље и Краљевине Босне. У 12. веку област је постала бановина Краљевине Угарске.
Нема сумње да је област Соли добила назив по каменој соли која се у том крају обилно искоришћавала. Главно место жупе Соли била је управо данашња Доња Тузла са својим центром Сол поменутим први пут у својству места, односно града 1411. године. Колика је била територија жупе Соли не може се тачно одредити јер о томе не постоје историјски подаци. Међутим, на челу Солија налазио се жупан, а ова жупа је била у саставу веће области, Усоре. Соли се помиње као део Усоре или одвојено, али увек уз област Усору. Уколико се помиње одвојено, то се чини да би се истакао велики економски значај ове жупе у средњем веку. Жупу Соли су одвојено од Усоре ословљавале нарочито угарске канцеларије. Усора и Соли се први пут у историјским изворима помињу 1225. године у писму папе Хонорија III.

## Соли у раном средњем веку
Назив "Босна" по први пут се јавља средином 10. века у "Спису о народима" (De administrando imperio) византијског цара Константина VII Порфирогенита (913—959). У време када се први пут спомиње, Босна представља само географски појам. Нема података о евентуалном архонту Босне. Константин је савременик српског кнеза Часлава Клонимировића из династије Властимировића. Босну помиње као део Чаславове државе. Порфирогенит набраја насељене градове у српским земљама у приморју и у унутрашњости. У приморју набраја седамнаест градова, док у унутрашњости набраја осам градова: Дестиник, Чернавуск, Међуречје, Дреснеик, Лесник, Салинес и у области Босне Котор и Десник. Убификација свих градова, сем Салинеса, је спорна. Салинес се изједначава са средњовековним Солијем, односно данашњом Тузлом. Био је центар истоимене жупе. Порфирогенит напомиње да се два града налазе у Босни. Дакле, Соли се налазио изнад првобитне Босне која је обухватала само долину истоимене реке. Треба напоменути да је Соли једини Порфирогенитов град у унутрашњости који се касније поново јавља у историјским изворима. Остали градови су нестали, или су претворени у села, углавном до 12. века.
Према Барском родослову, након смрти Часлава Клонимировића распада се његова држава. Рашка и Босна се осамостаљују. Босна почетком последње четвртине 10. века улази у састав хрватске државе под Крешимиром. Крајем 10. века македонски цар Самуило у свом походу против Јована Владимира пролази кроз Босну и прикључује је својој држави. Самуило је умро 1014. године након битке код Бјеласице. Његов наследник, Гаврило Радомир, убијен је већ следеће године те је власт преузео Јован Владислав. Након погибије Владислава пред Драчем 1018. године византијски цара Василије реокупирао је Балканско полуострво. Босна свакако признаје врховну византијску власт. Босански бан учествује на страни Византије у устанку кнеза Војислава. Војиславов унук, краљ Константин Бодин, поставио је своје рођаке на чело Босне и Рашке. На челу Босне нашао се кнез Стефан који је Бодину положио заклетву верности. Угарска, међутим, почетком 12. века прикључује Хрватску својој територији, а до 1138. године се и Босна нашла под њеном влашћу.
Босански бан Борић био је угарски вазал. Византијски хроничар Јован Комнин забележио је да је Борић учествовао у опсади Браничева на страни угарског краља (1154). Сукобе око угарског престола искористио је византијски цар Манојло да заузме делове Хрватске, Славоније и Босну. Босна се тако, по последњи пут, нашла у зони утицаја Византије. Од 1165. године Босна је у саставу интитулације цара Манојла. Бан Кулин (1189—1204) је био вазал византијског цара. Он Босну дели на више "земаља" којима су управљали челници. Узор је нашао у Рашкој под Стефаном Немањом. Стефанова браћа, Мирослав и Страцимир, а касније и синови, Вукан и Растко, управљали су деловима државе као удеони кнежеви. Слична је и титула челника у Босни. Матична и најстарија земља око које се развила босанска држава јесте "земља Босна", у долини истоимене реке. Средишња жупа земље Босне била је жупа Босна која се 1244. године дели на две мање жупе: Врхбосну и жупу Босну у ужем смислу. Земља Босна граничила се за земљама Доњи Краји (долина реке Врбас), земља Подриње (формирана до краја 14. века), земља Дрина (доњи ток Дрине) и Усора и Соли, које су обухватале највећи део данашње северне Босне.

## Настанак земље Соли
Соли и Усора се у изворима по први пут спомињу 1225. године у писму папе Хонорија III калочком надбискупу Угрину. Калочки надбискуп је донео одлуку о уништавању јереси у Босни те му се папа захваљује на томе и потврђује одлуку угарског краља Андрије II (1205—1235) да калочком бискупу повери задатак очишћења Босне, Солија и Усоре (terras quasdam, videlicet Bosnam, Soy et Wossora) од јереси. Андрија је обећао да ће против босанских јеретика покренути прави крсташки рат, али је он изостао након заклађења односа Угарске и папства изазваних доношењем Златне буле из 1222. године. Богумилство је било веома раширено, а подржавала га је и босанска властела којој је католичка црква, као највећи зенљопоседник, представљала највећег конкурента. Бан Матеј Нинослав није успео да се избори са јеретицима што сазнајемо из његовог писма упућеног папи Гргуру IX (1227—1245). Стога је, по папином одобрењу, угарски херцег Коломан 1237. године предузео поход ка унутрашњости босанске државе. Из српских извора сазнајемо да је продро све до Хумске земље где је у то време управљао унук Мирослава Завидовића, Тољен II. Српски краљ Владислав се са војском нашао на крајњем западу своје државе како би предупредио угарски напад. Резултат војног похода херцега Коломана је оснивање Босанске католичке дијецезе која је била потчињена Калочкој надбискупији. Центар Босанске дијецезе је до 1252. године постало Ђаково. Матеј Нинослав је црквени десетак Усоре, Солија и Доњих Крајева, поклонио католичкој дијецези у Ђакову.

## Бановина Усора и Соли
Угарски краљ Бела IV (1235—1270) је, подстакнут монголским нападима, средином 13. века формирао систем бановина на југу и истоку своје државе. Бановине су имале функцију крајине односно крајишта у српској држави. Прва бановина основана је 1247. године у тзв. "Оностраном Срему". Тако су Угари називали област која је у Србији била познатија под називом Мачванска бановина. На чело бановине постављен је Ростислав Михаиловић. Ростислав је био син черниговског кнеза Михаила. Пред монголском најездом се почетком 1240-их година склонио у Угарску где се оженио ћерком угарског краља, Аном. Као зет угарског краља, постао је први бан Мачве. Таст му је доделио и управу над Усором и Солијем. Бановина је формирана 1254. године. Томе је претходио рат угарског краља и бана Матеје Нинослава о коме сазнајемо из писма Беле IV папи Иноћентију IV (1243—1254) у коме се жали како је приморан да ратује у Босни. Поред Мачванске и бановине Усоре и Соли, Бела је формирао и Кучевско-браничевску и Северинску бановину. Бановина Усора и Соли обухватала је простор од ушћа Врбаса на западу до ушћа Колубаре на истоку. Власт Матеје Нинослава и његовог наследника Пријезде је, изгледа, обухватала само земљу Босну са Доњим Крајевима.
У титули Ростислава Михаиловића званично се не помиње ни Усора и Соли. Он је "дукс Галиције и господар Мачве" (dux Gallicie et dominus de Machou). Његова власт у Мачви ослањала се на традицију сремског кнештва Јована Анђела, сина угарске принцезе Маргарите (Марије) и византијског цара Исака II Анђела. Ана, супруга Ростислава Михаиловића, носила је титулу "кнегиње Галиције и Босне и Мачве" (Ducissa Gallicie ac de Bozna et de Mazo domina). Под Босном се овде подразумевају земље Усора и Соли. Власт Матеје Нинослава сведена је на земље Босну и Доњи Краји. Кнегињу Ану наследио је син Бела Ростисављевић. Бела је био на челу Мачванско-усорског кнештва до своје смрти 1272. године. Ратовао је против српског краља Уроша I који том приликом пада у заробљеништво. Тадашњи краљ Ладислав IV Куманац и његова мајка Јелисавета били су играчке у рукама угарске властеле. Власт над Мачвом, Усором и Соли предавана је у руке моћних кнежева о чему сведоче бројне повеље из периода од 1272. до 1280. године. Смењују се Роланд Ратот, Хенрик Гисинговац, Егидије од Мославине, Угрин Чак, извесни Јан и Иринеј. Изричит помен "бановине Усоре и Соли" помиње се у титули Гисинговца од новембра 1272. до априла 1273. године када се он титулише као "banus de Wozora et de Sou" и Иринеја (bano de Sow etdeWozora). У осталим случајевима Усора и Соли наводе се као Босна. Јелисавета је у својим рукама 1280. године објединила власт над Мачванско-усорском бановином. Последњи пут се са титулом кнегиње Мачве и Босне Јелисавета помиње 11. јула 1284. године. Тада је ове територије уступила сремском краљу Драгутину.

## Српска власт над Соли
Драгутин је област Соли добио као зет угарског краља. Био је ожењен ћерком Стефана V и Јелисавете Куманке, Каталином Арпад. Драгутин је на територији Усоре и Солија радио на сузбијању јереси што видимо из писма папе Николе IV упућеног Драгутину, његовом брату Милутину и Јелени, њиховој мајци. Драгутин је од папе тражио мисионаре који ће радити на сузбијању богумилства. Папа је послао двојицу фрањевца. О Драгутиновој власти над Усором и Соли сведоче и доста познији извори. Реч је о родословима међу којима је најстарији Копорињски родослов писан после смрти цара Уроша (1371), а затим и Врхобрезнички и Пејатовићев родослов, оба писана у 17. веку. У њима се наводи да је Драгутин држао "сремску земљу и ускорскују". Соли се не помиње као посебна земља јер се она до половине 14. века налазила у саставу Усоре. Драгутинова ћерка била је удата за Стефана I Котроманића, наследник бана Пријезде, који је на власт дошао између 1287. и 1290. године заједно са својим братом, Пријездом II. Босна се крајем 13. века нашла на удару брибирских кнезова из породице Шубић. Павле Брибирски је, користећи се сукобима у Србији који су избили 1301. године, продро дубоко у земљу, све до Оногошта. Још од 1299. године он је освојио велики део Босне и понео титулу „господара Босне“ постављајући на место бана свог брата Младена I. Младен 1302. године ратује са Стефаном Котроманићем око Босне. Већ 1304. године у једној повељи носи титулу господара Хумске земље. Међутим, нема трагова о стварној власти Младена Брибирског у Хуму. Уместо њега појављује се кнез Константин из породице Нелипчића који влада просторима доњег тога Неретве, Стона и Невесиња. Павле води рат са Милутином. Српски краљ заробио је његовог сина, Младена II, који је 1304. године преузео банску титулу након погибије свога стрица. Око 1306. године Павле и Милутин су склопили мир. Павле се повукао из Хумске земље, а Милутин је ослободио Младена.
Из периода 1290—1310. године не постоје подаци о деловању грађанских ратова на земље Усору и Соли. Хрватинићи су, под Хрватином Стјепанићем, започели свој успон док се породица Бабонић шире у жупама Врбању, Земунику и Бањици, а од 1314. године и у Усори. Међутим, у повељи којом се поседи у Усори деле између Бабонића и славонских великаша помињу се "истински господари Усоре" под којима се вероватно подразумевају сремски краљ Драгутин и његов син Стефан Владислав II коме је 1292. године Карло Мартел Анжујски дао титулу бана Славоније. У ово време Усора и Соли захваћене су процесом феудализације. Настају најстарије властеосле породице. Драгутин је владао Солијем до своје смрти 1316. године. Пре тога је на сабору предао власт своме сину Владиславу. У једном тренутку, убрзо након Драгутинове смрти, Милутин је затворио Владислава и преузео његову област. Драгутинове земље су од тада па све до краја 14. века постале јабука раздора у односима између Србије и Угарске. Тиме је Владислав уклоњен као један од могућих наследника краља Милутина. Владислав се након Милутинове смрти успео ослободити из заробљеништва и накратко преузети власт над очевом територијом. Није познато да ли је очеву државу обновио у пуном обиму. Свакако Владислав није управљао Усором и Соли јер се босански бан Стефан II помиње са титулом бана Усоре и Соли 17. јула 1323. године.

## Стефан II и Твртко I Котроманић
Релативно брз успон Стефана II Котроманића обезбедио је угарски краљ Карло Роберт (1310—1342) који је, упркос помоћи коју су му у грађанском рату пружили брибирски кнезови, са власти 1322. године уклонио Младена II, бацио га у тамницу и његову титулу поверио младом Котроманићу. Није познато ко је управљао Солијем у периоду од 1316. до 1323. године. Драгутинов син Владислав се пет година налазио у заробљеништву, а око Мачванске бановине рат су водили Карло Роберт и српски краљ Милутин. Када је Владислав 1323. године обновио своју власт над Сремском земљом, у њеном саставу се свакако није налазила област Солија. Доказ је дубровачки документ од 17. јула 1323. године у коме се Стефан јавља као господин Усоре и Солија. У својој првој повељи, издатој Вукославу Хрватинићу, Стефан је ословљен као "син господина бана Стјепана, по милости божијој господин свим земљама босанским и Соли и Усоре и Доњим Крајевима и Хумској земљи господин". Титула "господина", у латинској верзији dominus naturalis, а у грчкој деспот, означавала је Стефанову самосталност у наведеним земљама. Међу сведоцима при склапању повеље из 1326. године помиње се и локална властела из области Усоре и Соли. Пре свега, ту је војвода Војко, велможа који се 1329/30. године помиње као војвода усорски. Такође се помиње и војвода босански Вук Штитковић. То сведочи о уздизању Усоре на ранг "матичне земље" Босне, што није случај са Доњим Крајевима и Солијем. Међу сведоцима из Солија се на првом месту јавља властелин Будош са титулом жупана, као врховни цивилни службеник. После њега следи челник Хлап. Нема поузданих података о функцији челника у Босни у овом периоду, али се може сматрати да је Хлап заповедао војним посадама тврђава и градских утврђења Солија.
Кнез Гргур Стјепанић је 1330. године добио на управу неке поседе у Солију као знак захвалности за помоћ приликом склапања брака између босанског бана и бугарске принцезе. Војко и Будош помињу се и у овој повељи. Утврђујући начин решавања спорова између својих поданика и Дубровчана, Стефан је 1332. године поделио своју државу на "Босну, Завршје и Заврш". Под Завршјем (иза врхова) се овде подразумевају Усора и Соли. Као сведоци "од Соли" синови челника Хлапа јављају се у повељи Дубровчанима из 1333. године, као и у повељи Павлу Вукославићу из 1351. године.
Твртко I Котроманић у почетним годинама своје владавине (1353—1391) није имао власт над Усором и Соли. У интитулацији босанског бана нема ни помена ових територија до 1355. године. Тек се 1. новембра 1356. године помиње као dei gratia banus totius Bosne necnon et totius Vzure ac Solle. Угарски краљ Лајош I (1342—1382) потврдио му је власт над Усором и Соли у замену за Хумску земљу коју је Твртко угарском краљу предао као мираз уз Јелисавету, ћерку Стефана II Котроманића. Од 1363. године Твртко је у рату са угарским краљем који напада Соли и Усору. Напади су окончани неуспехом, али су довели до свргавања Твртка 1366. године од стране властеле предвођене Дабишом и Санком Милтеновићем. На бански престо постављен је Твртков брат Вук. Твртко се, уз помоћ угарског краља са којим се измирио, вратио на престо до краја 1367. године. Улога коју је властела из Усоре и Соли имала у реституцији власти бана Твртка огледа се у повељи коју је бан издао кнезу Вукцу. Првих шест властелина наводе се као "добри Бошњани". Отприлике у то време настаје још једна босанска земља, Подриње. Подриње се везује за североисточне деловине Босанске бановине. У Усори су постојали и казнаци и тепчије. Све то указује са је Усора била ослонац Тврткове власти, обухватајући чак три историјске области: Усору, Соли и Подриње.
Након Лајошеве смрти 1381. године Угарска је запала у грађански рат. Твртко је у почетку подржавао Јелисавету Котроманић и њену ћерку Марију. Од 1386. године он је у табору противника Жигмунда Луксембуршког. Заједно са моравским кнезом Лазаром, Твртко учествује у борбама око угарског престола. Мачвански бан Иваниш Хорват добио је од Твртка 1387. године неке територије у Усори и Солију на управу. Познат је једино град Добор, тзв. "врата Босне". Босанска војска, предвођена усорским војводом Влатком Твртковићем, поражена је 1387. године од стране угарске војске.

## Соли у 15. веку
Твртко је умро 1391. године. Његов наследник, Стефан Дабиша (1391—1395), успео је да одржи Тврткову државу у пуном обиму до 1393. године. Угарска након Косовског боја ратује са Османским царством. Жигмунд је, користећи се погибијом кнеза Лазара, продро у Шумадију освајајући поједине градове. Такође, мачвански бан Иваниш Хорват напада српске поседе на крајњем северу државе. На државном сабору је одлучено да се Србија, којом је управљала Лазарева удовица Милица, стави у вазалан положај према Османском царству. Турци су својим вазалима помогли у рату са Угарима. Даље борбе воде се у источној Босни, у Усори и Солију, где је на Гласинцу крајем 1391. или почетком следеће године вођена велика битка чији је опис сачуван у повељи краља Дабише великом војводи Хрвоју Вукчићу Хрватинићу. Жигмунд је са Николом Горјанским Млађим 1394. године повратио тврђаву Добор. Босански краљ постао је угарски вазал. Године 1399. дошло је до смене на врху земље Усоре и Солија. Влатко Твртковић и Вучихна Влатковић нестају из дипломатичких извора, а њихово место заузимају кнез Вукашин и његов брат Вукмир Златоносовић. За једног припадника породице Златоносовић чије име није познато била је удата сестра Хрвоја Вукчића. Њихови синови, Влађ и Стипан, учествовали су у Косовској бици у којој су заробљени. Након битке код Ангоре кружиле су вести да су се њих двојица успели ослободити заробљеништва. Жупан Драгиша Диничић био је вазал Златоносовића те се Подриње поново нашло у саставу Усоре и Соли. У Солију, Усори и Подрињу воде се борбе између Жигмунда и његових босанских противника. Сребреник је у угарским рукама од 1405. године и он постаје упориште угарских власти у Усори и Солију. Одлуком папе Гргура XII Жигмундове борбе у Босни добијају карактер крсташког рата (9. новембар 1407). У наредне две године, Жигмунду се потчинио Хрвоје Вукчић, а Жигмунд је признат за краља Босне. Тражио је да се крунише на исти начин како је крунисан Твртко I 1377. године, дакле за краља Срба и Босне.
Херцег Хрвоје је у замену за титулу вицекраља морао Жигмунду предати градове Сребреницу, Кучлат, Бродар и Сусед у Усори (и Солију). Ови градови ће од 1412. године бити под влашћу "војводе Усоре" што значи да је Жигмунд поново успоставио непосредну угарску власт у Усори и Солију. Жигмунд је поново установио бановину Усору и Соли. На њеном челу смењују се Иван Моровићки (1405—1412), Иван Горјански (1412—1417) и Вукмир и Вукашин Златоносовићи (од 1417). Војвода Вукашин променио је спољну политику и покушао је да се приближи деспоту Стефану Лазаревићу, као и његовом наследнику, Ђурђу Бранковићу. Међутим, реакција босанског краља Твртка II уследила је тек неколико година касније. Твртко је 1425. године, користећи се нападом турског султана Мурата на Српску деспотовину, покушао да освоји Сребреницу. Међутим, пред војском Стефана Лазаревића морао је да бежи дубоко у своју земљу. Деспот Стефан је своју власт проширио на околину Сребренице. Турци следеће године у два наврата пустоше Усору. Подриње се нашло у саставу Српске деспотовине. Након пада Српске деспотовине 1439. године Подриње је у саставу турске државе. После "расапа" породице Златоносовића на историјску сцену ступа породица Станчић чији представник, Твртко Станчић, носи титулу војводе Усоре 1444. године са резиденцијом у граду Перину на Дрињачи. Станчићи нису столовали у Зворнику који је након обнове Српске деспотовине поново припао Ђурђу. Босански краљ Стефан Томаш примио је 1458. године вест о смрти Лазара Бранковића, Ђурђевог наследника. Међутим, он је 1460. године приморан да Турцима преда прелазе на Сави у замену за неке поседе у Срему и Вуковску жупанију.
Твртко Станчић страдао је у сукобу са Турцима 1463. године. Остали босански градови се предају Османлијама углавном без отпора. Након пада Српске деспотовине (1459) и Босанског краљевства (1463), Угарска и Османско царство додиривале су се на широком фронту, од Омиша на Јадрану до Северина на Дунаву. Угарски краљ Матија Корвин (1458—1490) избегава директан сукоб са Турцима и склапа савез са Млетачком републиком. Млетачка се од 1463. године налазила у рату са Турцима. Након успешног ратовања 1463. године Матија Корвин оснива Јајачку бановину, а следеће године и Сребреничку бановину. Турци су 1465. године формирали марионетску Босанску краљевину на чије чело је најпре дошао Матија Шабанчић, син Радивоја Остојића. Након његове смрти, краљ је 1471. године постао Матија Војсалић. Босанска краљевина укинута је 1476. године. Српски деспот Вук Гргуревић 1480. године предузима нападе на турске територије у Босни. Посебно јак напад извршио је 1480. године на Врхбосну. Он се у два писма султану Бајазиту II (1481—1512) ословљава као "капетан босанских градова". Претпоставља се да је 1480. године створен Зворнички санџак кога су чинила три кадилука Смедеревског санџака (Сребреница, Брвеник и Зворник). Укупно 23 нахије Зворничког санџака простирале су се на територији некадашњег босанског санџака, а Усори и Солију су припадале све изузев нахија јужно од Дрињаче. Река Босна одвајала је Босански и Зворнички санџак.

## Соли под Турцима
Године 1526. помиње се Хасан, син Славкића из Тузле, у својству закупца рудника Хранче код Сребренице и Бохорине у Србији, са леве обале Дрине. Он је, у заједници са Радосавом, сином Петрића, закупио ушур од искоришћавања руде и злата. Већ тада се подручје Солија делило на две жупе: Горњу и Доњу Тузлу. Априла 1515. године у Горњој Тузли постојао је фрањевачки манастир Свете Марије. Тај манастир добио је од санџак-бега Јуришића Мустафе неке повластице фискалне природе.
Тада се помиње Горња Тузла у својству Нахије. Нахија је 1533. године имала 26 насеља: Горњу Тузлу, Двориште, Полом, Грабску, Горњу Пожарницу, Осик, Кавчиће, Коњиковиће, Солину, Грабовицу, Поподол, Горњи Докањ, Доњи Докањ, Бабину Луку, Рогодице, Косце, Кешовиће, Пусти Коловрат, Добрињу, Крижохну, Ходиниће, Лопаре, Слоповиће и Матијевиће са 593 хришћанских и 123 муслиманских кућа. Доња Тузла је, према писању Адема Ханџића, имала 56 насеља 1533. године. Њено подручје било је знатно веће од подручја Горње Тузле.